# You Need Pony Pony Run Run
Albums de Pony Pony Run Run
Pony Pony Run Run
(2012)
You Need Pony Pony Run Run est le premier album du groupe français chantant en anglais Pony Pony Run Run, réalisé par le producteur Frédéric Lo. Il est réédité le 30 novembre 2009, dans un format digipack. Cette réédition comprend un titre inédit, trois morceaux acoustiques, deux remix, le clip de Hey You et un livret inédit.
L'album est disque d'or pour plus de 50 000 exemplaires vendus[réf. nécessaire].
Deux singles en sont tirés, Hey You et Walking on a Line.

## Liste des chansons
| Première édition | Première édition             | Première édition | Première édition | Première édition | Première édition | Première édition | Première édition | Première édition | Première édition |
| No               | Titre                        | Durée            |                  |                  |                  |                  |                  |                  |                  |
| ---------------- | ---------------------------- | ---------------- | ---------------- | ---------------- | ---------------- | ---------------- | ---------------- | ---------------- | ---------------- |
| 1.               | Out of Control               | 3:31             |                  |                  |                  |                  |                  |                  |                  |
| 2.               | Walking on a Line            | 3:12             |                  |                  |                  |                  |                  |                  |                  |
| 3.               | Hey You                      | 3:12             |                  |                  |                  |                  |                  |                  |                  |
| 4.               | Future of a Nation           | 3:15             |                  |                  |                  |                  |                  |                  |                  |
| 5.               | Cherry Love Brazil           | 3:30             |                  |                  |                  |                  |                  |                  |                  |
| 6.               | First Date Mullet            | 2:45             |                  |                  |                  |                  |                  |                  |                  |
| 7.               | What I Feel                  | 2:57             |                  |                  |                  |                  |                  |                  |                  |
| 8.               | 1997 (She Said It's Alright) | 3:42             |                  |                  |                  |                  |                  |                  |                  |
| 9.               | Love Veritable               | 3:39             |                  |                  |                  |                  |                  |                  |                  |
| 10.              | Show Me Show Me              | 3:09             |                  |                  |                  |                  |                  |                  |                  |
| 11.              | Girl I Know                  | 3:23             |                  |                  |                  |                  |                  |                  |                  |
| 39:00            |                              |                  |                  |                  |                  |                  |                  |                  |                  |

| Réédition | Réédition                                       | Réédition | Réédition | Réédition | Réédition | Réédition | Réédition | Réédition | Réédition |
| No        | Titre                                           | Durée     |           |           |           |           |           |           |           |
| --------- | ----------------------------------------------- | --------- | --------- | --------- | --------- | --------- | --------- | --------- | --------- |
| 1.        | Out of Control                                  | 3:31      |           |           |           |           |           |           |           |
| 2.        | Walking on a Line                               | 3:12      |           |           |           |           |           |           |           |
| 3.        | Hey You                                         | 3:12      |           |           |           |           |           |           |           |
| 4.        | Future of a Nation                              | 3:15      |           |           |           |           |           |           |           |
| 5.        | Cherry Love Brazil                              | 3:30      |           |           |           |           |           |           |           |
| 6.        | First Date Mullet                               | 2:45      |           |           |           |           |           |           |           |
| 7.        | What I Feel                                     | 2:57      |           |           |           |           |           |           |           |
| 8.        | 1997 (She Said It's Alright)                    | 3:42      |           |           |           |           |           |           |           |
| 9.        | Love Veritable                                  | 3:39      |           |           |           |           |           |           |           |
| 10.       | Show Me Show Me                                 | 3:09      |           |           |           |           |           |           |           |
| 11.       | Girl I Know                                     | 3:23      |           |           |           |           |           |           |           |
| 12.       | Star Survivor (Demo Version)                    |           |           |           |           |           |           |           |           |
| 13.       | Girl I Know (Acoustic Version)                  |           |           |           |           |           |           |           |           |
| 14.       | Hey You (Acoustic Version)                      |           |           |           |           |           |           |           |           |
| 15.       | Music Sounds Better With You (Acoustic Version) |           |           |           |           |           |           |           |           |
| 16.       | Hey You (PPRR dance remix)                      |           |           |           |           |           |           |           |           |
| 17.       | Hey You (Crystal Fighters Remix)                |           |           |           |           |           |           |           |           |
| 56:13     |                                                 |           |           |           |           |           |           |           |           |

## Classement
| Pays                         | Meilleur classement |
| ---------------------------- | ------------------- |
| France (SNEP)                | 17                  |
| Belgique (Wallonie Ultratop) | 26                  |